# So Far Away (canción de Staind)
«So Far Away» es una canción de la banda estadounidense Staind. Fue lanzado en junio de 2003 como el segundo sencillo de su cuarto álbum, 14 Shades of grey. La canción disfrutó de mucho éxito tanto en el rock como en la radio convencional, alcanzando el número uno en los Mainstream Rock Tracks en los Estados Unidos.
Durante catorce semanas consecutivas, ocupó una de las carreras más largas en la historia de la tabla y el número uno en el Modern Rock Tracks durante siete semanas consecutivas La canción también se convirtió en el segundo Top 40 Hit de la banda en el Billboard Hot 100, alcanzando el número 24.

## Trasfondo
Bram Teitelman, de Billboard, revisó favorablemente la canción, prediciendo un gran éxito en la radio debido a "la soleada disposición de las letras y un retorno a las cualidades sonoras que la radio adoptó previamente". Teitelman lo llamó una "canción midtempo anclada por la voz expresiva del líder Aaron Lewis". Katherine Turman describió la canción como "una reflexión honesta y agradecida sobre el éxito"; Los fanáticos, sin embargo, sienten que la canción representa a Aaron Lewis, que se mueve en la vida y habla de esperanza e incertidumbre, junto con el tema de 14 Shades of Grey.
La canción habla de la vida en general de Aaron Lewis y sobre todo, de los sentimientos que sintió en el momento en que la escribió; Se las arregla para entrar en numerosos rankings, disfrutando de gran éxito. La canción también forma parte de la colección de canciones en vivo el sencillo: 1996-2006. Se conocen varias versiones del mismo sencillo.

## Vídeo musical
El vídeo musical es un collage de clips de las presentaciones en vivo de la banda, algunas fotos de la hija de Aaron Lewis, Zoe Jane, y otros videos.

## Listado de canciones

### Estados Unidos
- "Tan lejos" (Radio Edit)
- "Novocaine" (Sin Álbum)
- "Zoe Jane" (en vivo en KROQ)

### Reino Unido
1. "Tan lejos" (Radio Edit)
2. " Mudshovel " (Live)
3. "Video promocional" Home-Grown "(Multimedia)

## Posicionamiento en listas
| Lista (2003-2004)                         | Mejor posición |
| ----------------------------------------- | -------------- |
| U.S Billboard Hot 100                     | 23             |
| U.S Billboard Hot Mainstream Rocks Tracks | 1              |
| U.S Billboard Hot Modern Rocks Tracks     | 1              |
| U.S Billboard Hot Adult Top 40            | 16             |
| U.S Billboard Top 40 Mainstream           | 17             |